# Freimut Börngen
Freimut Börngen (né le 17 octobre 1930 à Halle, en Allemagne, et mort le 19 juin 2021) est un astronome allemand. 

## Biographie
Freimut Börngen étudie au lycée à Halle, en Allemagne, et y obtient un baccalauréat en 1951, puis étudie la physique à l'université Martin Luther. Après quelques activités dans le domaine de la médecine, il est appelé par Nikolaus Richter en tant que collaborateur scientifique à l'Observatoire Karl-Schwarzschild de Tautenburg, où il travaille jusqu'à sa retraite en 1995, et depuis en tant que collaborateur extérieur.
Freimut Börngen a étudié les galaxies avec le télescope de Schmidt de l'observatoire Karl-Schwarzschild situé près de Tautenburg en Allemagne.
En retombée de ses travaux, il a découvert beaucoup d'astéroïdes (538 entre 1961 et 1995, d'après le Centre des planètes mineures). La recherche d'astéroïdes devait être faite en dehors des heures de travail, car cette activité n'était pas considérée assez prestigieuse par les responsables de la recherche de la République démocratique allemande. Durant le régime est-allemand, Börngen se limita à des noms politiquement neutres pour désigner ses astéroïdes, tels que des thèmes liés à la Thuringe ou des scientifiques ou des compositeurs célèbres. On peut citer à titre d'exemple : (2424) Tautenburg, (3245) Jensch, (3181) Ahnert ou (3941) Haydn. 
Après la réunification allemande, il choisit systématiquement des noms historiques, culturels, scientifiques ou géographiques, récompensant parfois des astronomes amateurs. Les autres noms comprennent des combattants contre le régime nazi ou indiquent un intérêt religieux. 
Freimut Börngen jouit d'une grande réputation dans la communauté scientifique internationale pour ses qualités humaines et ses choix de noms bien argumentés. L'IAU a baptisé de son nom l'astéroïde (3859) Börngen, découvert par Edward Bowell sur le site Anderson Mesa de l'observatoire Lowell dans l'Arizona. 
En 2006, il a reçu la croix de chevalier de l'ordre du Mérite de la République fédérale d'Allemagne (Bundesverdienstkreuz am Bande) par le président allemand Horst Köhler.

## Astéroïdes découverts
| Astéroïdes découverts : 538 | Astéroïdes découverts : 538 |
| --------------------------- | --------------------------- |
| (2424) Tautenburg [1]       | 27 octobre 1973             |
| (2861) Lambrecht [1]        | 3 novembre 1981             |
| (3181) Ahnert               | 8 mars 1964                 |
| (3245) Jensch               | 27 octobre 1973             |
| (3338) Richter              | 28 octobre 1973             |
| (3499) Hoppe [1]            | 3 novembre 1981             |
| (3539) Weimar               | 11 avril 1967               |
| (3540) Protésilas           | 27 octobre 1973             |
| (3802) Dornburg             | 7 août 1986                 |
| (3808) Tempel               | 24 mars 1982                |
| (3826) Handel               | 27 octobre 1973             |
| (3917) Franz Schubert       | 15 février 1961             |
| (3941) Haydn                | 27 octobre 1973             |
| (3943) Silbermann           | 3 septembre 1981            |
| (3954) Mendelssohn          | 24 avril 1987               |
| (3955) Bruckner             | 9 septembre 1988            |
| (3975) Verdi                | 19 octobre 1982             |
| (3992) Wagner               | 29 septembre 1987           |
| (4003) Schumann             | 8 mars 1964                 |
| (4076) Dörffel              | 19 octobre 1982             |
| (4098) Thraen               | 26 novembre 1987            |
| (4117) Wilke                | 24 septembre 1982           |
| (4134) Schütz               | 15 février 1961             |
| (4246) Telemann             | 24 septembre 1982           |
| (4330) Vivaldi              | 19 octobre 1982             |
| (4347) Reger                | 13 août 1988                |
| (4382) Stravinsky           | 29 novembre 1989            |
| (4406) Mahler               | 22 décembre 1987            |
| (4559) Strauss              | 11 janvier 1989             |
| (4579) Puccini              | 11 janvier 1989             |
| (4727) Ravel                | 24 octobre 1979             |
| (4734) Rameau               | 19 octobre 1982             |
| (4802) Khatchaturian        | 23 octobre 1989             |
| (4850) Palestrina           | 27 octobre 1973             |
| (4872) Grieg                | 25 décembre 1989            |
| (4889) Praetorius           | 19 octobre 1982             |
| (4972) Pachelbel            | 23 octobre 1989             |
| (5004) Bruch                | 8 septembre 1988            |
| (5039) Rosenkavalier        | 11 avril 1967               |
| (5063) Monteverdi           | 2 février 1989              |
| (5157) Hindemith            | 27 octobre 1973             |
| (5177) Hugowolf             | 10 janvier 1989             |
| (5210) Saint-Saëns          | 7 mars 1989                 |
| (5224) Abbe                 | 21 février 1982             |
| (5312) Schott               | 3 novembre 1981             |
| (5375) Siedentopf           | 11 janvier 1989             |
| (5409) Saale                | 30 septembre 1962           |
| (5478) Wartburg             | 23 octobre 1989             |
| (5509) Rennsteig            | 8 septembre 1988            |
| (5616) Vogtland             | 29 septembre 1987           |
| (5628) Preussen [2]         | 13 septembre 1991           |
| (5689) Rhön [2]             | 9 septembre 1991            |
| (5792) Unstrut              | 18 janvier 1964             |
| (5816) Potsdam              | 11 janvier 1989             |
| (5820) Babelsberg           | 23 octobre 1989             |
| (5835) Mainfranken          | 21 septembre 1992           |
| (5846) Hessen               | 11 janvier 1989             |
| (5866) Sachsen              | 13 août 1988                |
| (5904) Württemberg          | 10 janvier 1989             |
| (6044) Hammer-Purgstall [2] | 13 janvier 1991             |
| (6068) Brandenburg [2]      | 10 octobre 1990             |
| (6070) Rheinland            | 10 décembre 1991            |
| (6099) Saarland             | 30 octobre 1991             |
| (6120) Anhalt               | 21 août 1987                |
| (6124) Mecklembourg         | 29 septembre 1987           |
| (6157) Prey [2]             | 9 septembre 1991            |
| (6209) Schwaben [2]         | 12 octobre 1990             |
| (6293) Oberpfalz            | 26 novembre 1987            |
| (6305) Helgoland            | 6 avril 1989                |
| (6320) Bremen               | 15 janvier 1991             |
| (6332) Vorarlberg           | 30 mars 1992                |
| (6396) Schleswig            | 15 janvier 1991             |
| (6402) Holstein             | April 9 avril 1991          |
| (6439) Tirol                | 13 février 1988             |
| (6442) Salzburg             | 8 septembre 1988            |
| (6451) Kärnten              | 9 avril 1991                |
| (6457) Kremsmünster [2]     | 2 septembre 1992            |
| (6482) Steiermark           | 10 janvier 1989             |
| (6488) Drebach              | 10 avril 1991               |
| (6563) Steinheim            | 11 décembre 1991            |
| (6653) Feininger            | 10 décembre 1991            |
| (6717) Antal [2]            | 10 octobre 1990             |
| (6718) Beiglböck [2]        | 14 octobre 1990             |
| (6776) Dix                  | 6 avril 1989                |
| (6864) Starkenburg [2]      | 12 septembre 1991           |
| (6966) Vietoris [2]         | 13 septembre 1991           |
| (7054) Brehm                | 6 avril 1989                |
| (7117) Claudius             | 14 février 1988             |
| (7121) Busch                | 10 janvier 1989             |
| (7127) Stifter [2]          | 9 septembre 1991            |
| (7130) Klepper              | 30 avril 1992               |
| (7256) Bonhoeffer           | 11 novembre 1993            |
| (7280) Bergengruen          | 8 septembre 1988            |
| (7414) Bosch [2]            | 13 octobre 1990             |
| (7571) Weisse Rose          | 7 mars 1989                 |
| (7580) Schwabhausen [2]     | 13 octobre 1990             |
| (7583) Rosegger             | 17 janvier 1991             |
| (7584) Ossietzky            | 9 avril 1991                |
| (7586) Bismarck [2]         | 13 septembre 1991           |
| (7655) Adamries             | 28 décembre 1991            |
| (7698) Schweitzer           | 11 janvier 1989             |
| (7700) Rote Kapelle [2]     | 13 octobre 1990             |
| (7767) Tomatic [2]          | 13 septembre 1991           |
| (7873) Böll                 | 15 janvier 1991             |
| (7945) Kreisau [2]          | 13 septembre 1991           |
| (8019) Karachkina [2]       | 14 octobre 1990             |
| (8020) Erzgebirge [2]       | 14 octobre 1990             |
| (8089) Yukar [2]            | 13 octobre 1990             |
| (8108) Wieland              | 30 janvier 1995             |
| (8130) Seeberg              | 27 février 1976             |
| (8158) Herder               | 23 octobre 1989             |
| (8171) Stauffenberg [2]     | 5 septembre 1991            |
| (8268) Goerdeler            | 29 septembre 1987           |
| (8282) Delp                 | 10 septembre 1991           |
| (8284) Cranach              | 8 octobre 1991              |
| (8381) Hauptmann            | 21 septembre 1992           |
| (8382) Mann                 | 23 septembre 1992           |
| (8501) Wachholz [2]         | 13 octobre 1990             |
| (8502) Bauhaus [2]          | 14 octobre 1990             |
| (8661) Ratzinger [2]        | 14 octobre 1990             |
| (8666) Reuter               | 9 avril 1991                |
| (8667) Fontane              | 9 avril 1991                |
| (8684) Reichwein            | 30 mars 1992                |
| (8827) Kollwitz             | 13 août 1988                |
| (8831) Brändström           | 2 février 1989              |
| (8847) Huch [2]             | 12 octobre 1990             |
| (8853) Gerdlehmann          | 9 avril, 1991               |
| (8860) Rohloff [2]          | 5 octobre 1991              |
| (8861) Jenskandler [2]      | 3 octobre 1991              |
| (9052) Uhland               | 30 octobre 1991             |
| (9187) Walterkröll [2]      | 12 septembre 1991           |
| (9189) Hölderlin            | 10 septembre 1991           |
| (9204) Mörike               | 4 août 1994                 |
| (9307) Regiomontanus        | 21 août 1987                |
| (9315) Weigel               | 13 août 1988                |
| (9322) Lindenau             | 10 janvier 1989             |
| (9336) Altenburg            | 15 janvier 1991             |
| (9344) Klopstock [2]        | 12 septembre, 1991          |
| (9351) Neumayer [2]         | 2 octobre 1991              |
| (9413) Eichendorff          | 21 septembre 1995           |
| (9577) Gropius              | 2 février 1989              |
| (9610) Vischer [2]          | 2 septembre 1992            |
| (9645) Grünewald            | 5 janvier 1995              |
| (9742) Worpswede            | 26 novembre 1987            |
| (9761) Krautter [2]         | 13 septembre 1991           |
| (9762) Hermannhesse [2]     | 13 septembre 1991           |
| (9764) Morgenstern          | 30 octobre 1991             |
| (9833) Rilke                | 21 février 1982             |
| (9854) Karlheinz            | 15 janvier 1991             |
| (9861) Jahreiss [2]         | 9 septembre 1991            |
| (9863) Reichardt [2]        | 13 septembre 1991           |
| (9872) Solf                 | 27 février 1992             |
| (9956) Castellaz [2]        | 5 octobre 1991              |
| (9957) Raffaellosanti       | 6 octobre 1991              |
| (9962) Pfau                 | 28 décembre 1991            |
| (10055) Silcher             | 22 décembre 1987            |
| (10067) Bertuch             | 11 janvier 1989             |
| (10095) Carlloewe [2]       | 9 septembre 1991            |
| (10100) Bürgel              | 10 décembre 1991            |
| (10114) Greifswald [2]      | 4 septembre 1992            |
| (10116) Robertfranz [2]     | 21 septembre 1992           |
| (10331) Peterbluhm          | 9 avril 1991                |
| (10340) Jostjahn            | 10 septembre 1991           |
| (10348) Poelchau            | 29 avril 1992               |
| (10543) Klee                | 27 février 1992             |
| (10740) Fallersleben        | 8 septembre 1988            |
| (10745) Arnstadt            | 11 janvier 1989             |
| (10746) Muhlhausen          | 10 février 1989             |
| (10747) Köthen              | 1er février 1989            |
| (10749) Musäus              | 6 avril 1989                |
| (10753) van de Velde        | 28 novembre 1989            |
| (10761) Lyubimets [2]       | 12 octobre 1990             |
| (10762) von Laue [2]        | 12 octobre 1990             |
| (10763) Hlawka [2]          | 12 octobre 1990             |
| (10764) Rübezahl [2]        | 12 octobre 1990             |
| (10774) Eisenach            | 15 janvier 1991             |
| (10775) Leipzig             | 15 janvier 1991             |
| (10778) Marcks              | 9 avril 1991                |
| (10781) Ritter              | 6 août 1991                 |
| (10782) Hittmair [2]        | 12 septembre 1991           |
| (10786) Robertmayer [2]     | 7 octobre 1991              |
| (10787) Ottoburkard [2]     | 4 octobre 1991              |

| (10801) Lüneburg         | 23 septembre 1992 |
| (10825) Augusthermann    | 18 septembre 1993 |
| (10835) Fröbel           | 12 novembre 1993  |
| (10839) Hufeland         | 3 avril 1994      |
| (10847) Koch             | 5 janvier 1995    |
| (10856) Bechstein        | 4 mars 1995       |
| (10857) Blüthner         | 5 mars 1995       |
| (11037) Distler          | 2 février 1989    |
| (11043) Pepping          | 25 décembre 1989  |
| (11050) Messiaën [2]     | 13 octobre 1990   |
| (11061) Lagerlöf         | 10 septembre 1991 |
| (11075) Dönhoff          | 23 septembre 1992 |
| (11313) Kügelgen         | 3 avril 1994      |
| (11485) Zinzendorf       | 8 septembre 1988  |
| (11496) Grass            | 10 janvier 1989   |
| (11508) Stolte [2]       | 12 octobre 1990   |
| (11537) Guericke         | 29 avril 1992     |
| (11547) Griesser         | 31 octobre 1992   |
| (11573) Helmholtz [2]    | 20 septembre 1993 |
| (11588) Gottfriedkeller  | 28 octobre 1994   |
| (11847) Winckelmann      | 20 janvier 1988   |
| (11853) Runge            | 7 septembre 1988  |
| (11854) Ludwigrichter    | 8 septembre 1988  |
| (11855) Preller          | 8 septembre 1988  |
| (11886) Kraske [2]       | 10 octobre 1990   |
| (11887) Échemmon [2]     | 14 octobre 1990   |
| (11899) Weill            | 9 avril 1991      |
| (11916) Wiesloch [2]     | 24 septembre 1992 |
| (12182) Storm            | 27 octobre 1973   |
| (12240) Droste-Hülshoff  | 13 août 1988      |
| (12241) Lefort           | 13 août 1988      |
| (12244) Werfel           | 8 septembre 1988  |
| (12298) Brecht           | 6 août 1991       |
| (12318) Kästner          | 30 avril 1992     |
| (12323) Haeckel [2]      | 4 septembre 1992  |
| (12327) Terbrüggen [2]   | 21 septembre 1992 |
| (12329) Liebermann       | 23 septembre 1992 |
| (12350) Feuchtwanger     | 23 avril 1993     |
| (12401) Tucholsky        | 21 juillet 1995   |
| (12659) Schlegel         | 27 octobre 1973   |
| (12661) Schelling        | 27 février 1976   |
| (12694) Schleiermacher   | 7 mars 1989       |
| (12729) Berger [2]       | 13 septembre 1991 |
| (12782) Mauersberger     | 5 mars 1995       |
| (13024) Conradferdinand  | 11 janvier 1989   |
| (13055) Kreppein [2]     | 14 octobre 1990   |
| (13084) Virchow          | 2 avril 1992      |
| (13086) Sauerbruch       | 30 avril 1992     |
| (13092) Schrödinger [2]  | 24 septembre 1992 |
| (13093) Wolfgangpauli    | 21 septembre 1992 |
| (13149) Heisenberg       | 4 mars 1995       |
| (13478) Fraunhofer       | 27 février 1976   |
| (13530) Ninnemann [2]    | 9 septembre 1991  |
| (13531) Weizsäcker [2]   | 13 septembre 1991 |
| (13559) Werth [2]        | 4 septembre 1992  |
| (13610) Lilienthal       | 5 octobre 1994    |
| (13954) Born [2]         | 13 octobre 1990   |
| (13977) Frisch           | 29 avril 1992     |
| (14014) Münchhausen      | 14 janvier 1994   |
| (14025) Fallada          | 2 septembre 1994  |
| (14041) Dürrenmatt       | 21 septembre 1995 |
| (14365) Jeanpaul         | 8 septembre 1988  |
| (14366) Wilhelmraabe     | 8 septembre 1988  |
| (14367) Hippocrate       | 8 septembre 1988  |
| (14372) Paulgerhardt     | 9 janvier 1989    |
| (14412) Wolflojewski [2] | 9 septembre 1991  |
| (14413) Geiger [2]       | 5 septembre 1991  |
| (14836) Maxfrisch        | 14 février 1988   |
| (14845) Hegel            | 3 novembre 1988   |
| (14871) Pyrame [2]       | 13 octobre 1990   |
| (14940) Freiligrath      | 4 mars 1995       |
| (15262) Abderhalden [2]  | 12 octobre 1990   |
| (15263) Erwingroten [2]  | 13 octobre 1990   |
| (15264) Delbrück [2]     | 11 octobre 1990   |
| (15265) Ernsting [2]     | 12 octobre 1990   |
| (15282) Franzmarc [2]    | 13 octobre 1991   |
| (15301) Marutesser [2]   | 21 septembre 1992 |
| (15342) Assisi           | 3 avril 1994      |
| (15346) Boniface         | 2 septembre 1994  |
| (15710) Böcklin          | 11 janvier 1989   |
| (15724) Zille [2]        | 12 octobre 1990   |
| (15727) Ianmorison [2]   | 10 octobre 1990   |
| (15728) Karlmay [2]      | 11 octobre 1990   |
| (15761) Schumi [2]       | 24 septembre 1992 |
| (15762) Rühmann          | 21 septembre 1992 |
| (15808) Zelter           | 3 avril 1994      |
| (15811) Nüsslein-Volhard | 10 juillet 1994   |
| (16355) Buber            | 29 octobre 1975   |
| (16398) Hummel           | 24 septembre 1982 |
| (16418) Lortzing         | 29 septembre 1987 |
| (16438) Knöfel           | 11 janvier 1989   |
| (16441) Kirchner         | 7 mars 1989       |
| (16459) Barth            | 28 novembre 1989  |
| (16505) Sulzer [2]       | 12 octobre 1990   |
| (16522) Tell             | 15 janvier 1991   |
| (16524) Hausmann         | 17 janvier 1991   |
| (16544) Hochlehnert [2]  | 9 septembre 1991  |
| (16590) Brunowalter [2]  | 21 septembre 1992 |
| (16705) Reinhardt        | 4 mars 1995       |
| (16714) Arndt            | 21 septembre 1995 |
| (17458) Dick [2]         | 13 octobre 1990   |
| (17459) Andreashofer [2] | 13 octobre 1990   |
| (17460) Mang [2]         | 10 octobre 1990   |
| (17484) Ganghofer [2]    | 13 septembre 1991 |
| (17486) Hodler           | 10 septembre 1991 |
| (17488) Mantl [2]        | 2 octobre 1991    |
| (17489) Trenker [2]      | 2 octobre 1991    |
| (17492) Hippase          | 10 décembre 1991  |
| (17496) Augustin         | 29 février 1992   |
| (17579) Lewkopelew       | 5 octobre 1994    |
| (17597) Stefanzweig      | 4 mars 1995       |
| (18286) Kneipp           | 27 octobre 1973   |
| (18359) Jakobstaude [2]  | 13 octobre 1990   |
| (18360) Sachs [2]        | 10 octobre 1990   |
| (18395) Schmiedmayer [2] | 21 septembre 1992 |
| (18396) Nellysachs [2]   | 21 septembre 1992 |
| (18398) Bregenz          | 23 septembre 1992 |
| (18430) Balzac           | 14 janvier 1994   |
| (18458) César            | 5 mars 1995       |
| (19126) Ottohahn         | 22 août 1987      |
| (19136) Strassmann       | 10 janvier 1989   |
| (19139) Apian            | 6 avril 1989      |
| (19162) Wambsganss [2]   | 10 octobre 1990   |
| (19178) Walterbothe [2]  | 9 septembre 1991  |
| (19182) Pitz [2]         | 7 octobre 1991    |
| (19183) Amati [2]        | 5 octobre 1991    |
| (19185) Guarneri         | 4 octobre 1991    |
| (19189) Stradivari       | 28 décembre 1991  |
| (19208) Starrfield [2]   | 2 septembre 1992  |
| (19263) Lavater          | 21 juillet 1995   |
| (19914) Klagenfurt       | 27 octobre 1973   |
| (19970) Johannpeter      | 8 septembre 1988  |
| (19992) Schönbein [2]    | 10 octobre 1990   |
| (19993) Günterseeber [2] | 10 octobre 1990   |
| (20006) Albertus Magnus  | 11 avril 1991     |
| (20012) Ranke [2]        | 13 septembre 1991 |
| (20016) Rietschel        | 8 octobre 1991    |
| (20074) Laskerschueler   | 14 janvier 1994   |
| (21010) Kishon           | 13 août 1988      |
| (21050) Beck [2]         | 10 octobre 1990   |
| (21059) Penderecki       | 9 avril 1991      |
| (21074) Rügen [2]        | 12 septembre 1991 |
| (21075) Heussinger [2]   | 12 septembre 1991 |
| (21076) Kokoschka [2]    | 12 septembre 1991 |
| (21109) Sünkel [2]       | 4 septembre 1992  |
| (21110) Karlvalentin [2] | 4 septembre 1992  |
| (21118) Hezimmermann [2] | 24 septembre 1992 |
| (21125) Orff             | 30 décembre 1992  |
| (22291) Heitifer         | 2 février 1989    |
| (22322) Bodensee [2]     | 13 septembre 1991 |
| (22348) Schmeidler [2]   | 24 septembre 1992 |
| (22354) Sposetti         | 31 octobre 1992   |
| (22369) Klinger [2]      | 18 septembre 1993 |
| (23472) Rolfriekher [2]  | 10 octobre 1990   |
| (23473) Voss [2]         | 11 octobre 1990   |
| (23490) Monikohl [2]     | 12 septembre 1991 |
| (23514) Schneider [2]    | 2 septembre 1992  |
| (23520) Ludwigbechstein  | 23 septembre 1992 |
| (23578) Baedeker         | 22 février 1995   |
| (24665) Tolerantia       | 8 septembre 1988  |
| (24666) Miesvanrohe      | 8 septembre 1988  |
| (24671) Frankmartin      | 10 janvier 1989   |
| (24699) Schwekendiek [2] | 13 octobre 1990   |
| (24711) Chamisso         | 6 août 1991       |
| (24712) Boltzmann [2]    | 12 septembre 1991 |
| (24713) Ekrutt [2]       | 12 septembre 1991 |
| (24748) Nernst [2]       | 26 septembre 1992 |
| (24749) Grebel [2]       | 24 septembre 1992 |
| (24750) Ohm [2]          | 24 septembre 1992 |
| (24751) Kroemer          | 21 septembre 1992 |
| (26119) Duden            | 7 octobre 1991    |
| (26821) Baehr            | 17 mars 1988      |
| (26842) Hefele [2]       | 2 octobre 1991    |
| (27710) Henseling        | 7 septembre 1988  |
| (27712) Coudray          | 3 novembre 1988   |
| (27758) Michelson [2]    | 12 septembre 1991 |
| (27764) von Flüe         | 10 septembre 1991 |
| (27765) Brockhaus        | 10 septembre 1991 |
| (27845) Josephmeyer      | 5 octobre 1994    |
| (27846) Honegger         | 5 octobre 1994    |
| (27864) Antongraff       | 5 mars 1995       |

| (29185) Reich [2]                               | 13 octobre 1990   |
| (29197) Gleim                                   | 15 janvier 1991   |
| (29203) Schnitger                               | 9 avril 1991      |
| (29204) Ladegast                                | 11 avril 1991     |
| (29208) Halorentz [2]                           | 9 septembre 1991  |
| (29212) Zeeman                                  | 10 septembre 1991 |
| (29214) Apitzsch [2]                            | 2 octobre 1991    |
| (29227) Wegener                                 | 29 février 1992   |
| (29246) Clausius [2]                            | 2 septembre 1992  |
| (29250) Helmutmoritz [2]                        | 24 septembre 1992 |
| (29329) Knobelsdorff                            | 5 octobre 1994    |
| (30778) Döblin                                  | 29 septembre 1987 |
| (30788) Angekauffmann                           | 8 septembre 1988  |
| (30798) Graubünden                              | 2 février 1989    |
| (30826) Coulomb [2]                             | 10 octobre 1990   |
| (30827) Lautenschläger [2]                      | 10 octobre 1990   |
| (30828) Bethe [2]                               | 12 octobre 1990   |
| (30829) Wolfwacker [2]                          | 10 octobre 1990   |
| (30830) Jahn [2]                                | 14 octobre 1990   |
| (30836) Schnittke                               | 15 janvier 1991   |
| (30837) Steinheil                               | 15 janvier 1991   |
| (30847) Lampert [2]                             | 13 septembre 1991 |
| (30850) Vonsiemens [2]                          | 7 octobre 1991    |
| (30851) Reißfelder [2]                          | 2 octobre 1991    |
| (30852) Debye [2]                               | 2 octobre 1991    |
| (30882) Tomhenning [2]                          | 21 septembre 1992 |
| (30883) de Broglie [2]                          | 24 septembre 1992 |
| (30933) Grillparzer                             | 17 octobre 1993   |
| (32808) Bischoff [2]                            | 10 octobre 1990   |
| (32809) Sommerfeld [2]                          | 10 octobre 1990   |
| (32810) Steinbach [2]                           | 10 octobre 1990   |
| (32811) Apisaon [2]                             | 14 octobre 1990   |
| (32821) Posch [2]                               | 9 septembre 1991  |
| (32853) Döbereiner [2]                          | 21 septembre 1992 |
| (32855) Zollitsch [2]                           | 24 septembre 1992 |
| (32899) Knigge                                  | 4 août 1994       |
| (35229) Benckert                                | 24 mars 1995      |
| (37573) Enricocaruso                            | 23 octobre 1989   |
| (37582) Faraday [2]                             | 12 octobre 1990   |
| (37583) Ramonkhanna [2]                         | 13 octobre 1990   |
| (37584) Schleiden [2]                           | 10 octobre 1990   |
| (37592) Pauljackson [2]                         | 3 octobre 1991    |
| (37608) Löns [2]                                | 24 septembre 1992 |
| (39464) Pöppelmann                              | 27 octobre 1973   |
| (39536) Lenhof [2]                              | 10 octobre 1990   |
| (39540) Borchert                                | 11 avril 1991     |
| (39549) Casals                                  | 27 février 1992   |
| (39571) Pückler                                 | 21 septembre 1992 |
| (42482) Fischer-Dieskau                         | 8 septembre 1988  |
| (42487) Ångström [2]                            | 9 septembre 1991  |
| (42492) Brüggenthies [2]                        | 3 octobre 1991    |
| (42516) Oistrach                                | 11 novembre 1993  |
| (43724) Pechstein                               | 29 octobre 1975   |
| (43751) Asam                                    | 19 octobre 1982   |
| (43775) Tiepolo                                 | 2 février 1989    |
| (43790) Ferdinandbraun [2]                      | 12 octobre 1990   |
| (43804) Peterting [2]                           | 10 septembre 1991 |
| (43806) Augustepiccard [2]                      | 13 septembre 1991 |
| (43813) Kühner [2]                              | 7 octobre 1991    |
| (46563) Oken [2]                                | 12 septembre 1991 |
| (48415) Dehio                                   | 21 août 1987      |
| (48422) Schrade                                 | 3 novembre 1988   |
| (48425) Tischendorf                             | 2 février 1989    |
| (48434) Maxbeckmann                             | 23 octobre 1989   |
| (48435) Jaspers                                 | 23 octobre 1989   |
| (48447) Hingley [2]                             | 10 octobre 1990   |
| (48456) Wilhelmwien [2]                         | 12 septembre 1991 |
| (48457) Joseffried [2]                          | 12 septembre 1991 |
| (48458) Merian [2]                              | 13 septembre 1991 |
| (48471) Orchiston [2]                           | 7 octobre 1991    |
| (48472) Mössbauer [2]                           | 2 octobre 1991    |
| (48480) Falk                                    | 28 décembre 1991  |
| (48492) Utewielen [2]                           | 24 septembre 1992 |
| (48588) Raschröder                              | 2 septembre 1994  |
| (52271) Lecorbusier                             | 8 septembre 1988  |
| (52291) Mott [2]                                | 10 octobre 1990   |
| (52292) Kamdzhalov [2]                          | 10 octobre 1990   |
| (52293) Mommsen [2]                             | 12 octobre 1990   |
| (52294) Detlef [2]                              | 12 octobre 1990   |
| (52301) Qumran [2]                              | 9 septembre 1991  |
| (52308) Hanspeterröser [2]                      | 7 octobre 1991    |
| (52309) Philnicolai                             | 7 octobre 1991    |
| (52334) Oberammergau                            | 30 mars 1992      |
| (52337) Compton [2]                             | 2 septembre 1992  |
| (52341) Ballmann [2]                            | 21 septembre 1992 |
| (55733) Lepsius                                 | 27 novembre 1986  |
| (55735) Magdeburg                               | 22 août 1987      |
| (55749) Eulenspiegel                            | 15 janvier 1991   |
| (55753) Raman [2]                               | 13 septembre 1991 |
| (55759) Erdmannsdorff                           | 10 décembre 1991  |
| (55772) Loder                                   | 30 décembre 1992  |
| (58152) Natsöderblom                            | 12 août 1988      |
| (58163) Minnesang                               | 23 octobre 1989   |
| (58186) Langkavel [2]                           | 13 septembre 1991 |
| (58191) Dolomiten                               | 28 décembre 1991  |
| (58215) von Klitzing [2]                        | 21 septembre 1992 |
| (58217) Peterhebel [2]                          | 24 septembre 1992 |
| (65675) Mohr-Gruber                             | 11 janvier 1989   |
| (65685) Behring [2]                             | 10 octobre 1990   |
| (65692) Trifu [2]                               | 12 septembre 1991 |
| (65694) Franzrosenzweig                         | 10 septembre 1991 |
| (65708) Ehrlich [2]                             | 4 septembre 1992  |
| (65712) Schneidmüller [2]                       | 24 septembre 1992 |
| (65769) Mahalia                                 | 4 mars 1995       |
| (69264) Nebra                                   | 14 août 1988      |
| (69275) Wiesenthal                              | 28 novembre 1989  |
| (69286) von Liebig [2]                          | 10 octobre 1990   |
| (69287) Günthereichhorn [2]                     | 10 octobre 1990   |
| (69288) Berlioz [2]                             | 11 octobre 1990   |
| (69295) Stecklum [2]                            | 2 octobre 1991    |
| (69312) Rogerbacon [2]                          | 24 septembre 1992 |
| (73686) Nussdorf [2]                            | 10 octobre 1990   |
| (73687) Thomas d'Aquin [2]                      | 10 octobre 1990   |
| (73692) Gürtler [2]                             | 12 septembre 1991 |
| (73693) Dorschner [2]                           | 12 septembre 1991 |
| (73699) Landaupfalz [2]                         | 4 octobre 1991    |
| (73700) von Kues [2]                            | 5 octobre 1991    |
| (73701) Siegfriedbauer [2]                      | 3 octobre 1991    |
| (79087) Scheidt                                 | 17 octobre 1977   |
| (79129) Robkoldewey [2]                         | 11 octobre 1990   |
| (79138) Mansfeld [2]                            | 13 septembre 1991 |
| (85179) Meistereckhart [2]                      | 11 octobre 1990   |
| (85190) Birgitroth [2]                          | 12 septembre 1991 |
| (85195) von Helfta [2]                          | 7 octobre 1991    |
| (85196) Halle [2]                               | 4 octobre 1991    |
| (85197) Ginkgo [2]                              | 5 octobre 1991    |
| (85198) Weltenburg [2]                          | 2 octobre 1991    |
| (85199) Habsburg [2]                            | 3 octobre 1991    |
| (85214) Sommersdorf [2]                         | 21 septembre 1992 |
| (85215) Hohenzollern [2]                        | 26 septembre 1992 |
| (85216) Schein [2]                              | 24 septembre 1992 |
| (85217) Bilzingsleben                           | 31 octobre 1992   |
| (85299) Neander                                 | 5 octobre 1994    |
| (85317) Lehár                                   | 30 janvier 1995   |
| (85320) Bertram                                 | 4 mars 1995       |
| (90703) Indulgentia                             | 8 septembre 1988  |
| (90709) Wettin [2]                              | 12 octobre 1990   |
| (90711) Stotternheim [2]                        | 10 octobre 1990   |
| (90712) Wittelsbach [2]                         | 12 octobre 1990   |
| (90718) 1991 RW3 [2]                            | 12 septembre 1991 |
| (96205) Ararat [2]                              | 24 septembre 1992 |
| (96206) Eschenberg [2]                          | 24 septembre 1992 |
| (100019) Gregorianik                            | 23 octobre 1989   |
| (100027) Hannaharendt [2]                       | 10 octobre 1990   |
| (100028) von Canstein [2]                       | 10 octobre 1990   |
| (100029) Varnhagen [2]                          | 10 octobre 1990   |
| (100033) Taizé                                  | 9 avril 1990      |
| (100046) Worms [2]                              | 2 octobre 1991    |
| (100047) Leobaeck [2]                           | 2 octobre 1991    |
| (100084) 1992 SY13 [2]                          | 26 septembre 1992 |
| (100268) Rosenthal                              | 5 octobre 1994    |
| (118173) Barmen                                 | 11 avril 1991     |
| (118178) Rinckart                               | 23 septembre 1992 |
| (120460) Hambach [2]                            | 13 octobre 1990   |
| (120461) 1990 TK9 [2]                           | 10 octobre 1990   |
| (120481) Johannwalter [2]                       | 24 septembre 1992 |
| (134348) Klemperer                              | 31 octobre 1992   |
| (150118) Petersberg [2]                         | 18 septembre 1993 |
| (152559) Bodelschwingh [2]                      | 12 octobre 1990   |
| (160018) 1991 TY2 [2]                           | 7 octobre 1991    |
| (160512) Franck-Hertz [2]                       | 11 octobre 1990   |
| (160513) 1990 TD13 [2]                          | 12 octobre 1990   |
| (162001) Vulpius [2]                            | 10 octobre 1990   |
| (162002) Spalatin [2]                           | 10 octobre 1990   |
| (168321) Josephschmidt [2]                      | 12 septembre 1991 |
| (173120) 1990 TL9 [2]                           | 10 octobre 1990   |
| (178294) Wertheimer [2]                         | 11 octobre 1990   |
| (190283) Schielicke [2]                         | 12 septembre 1991 |
| (192293) Dominikbrunner [2]                     | 10 octobre 1990   |
| (204967) 1991 TH7 [2]                           | 3 octobre 1991    |
| (279723) Wittenberg [2]                         | 12 septembre 1991 |
| (282028) 1990 TV9 [2]                           | 10 octobre 1990   |
| (322510) Heinrichgrüber [2]                     | 10 octobre 1990   |
| (350178) Eisleben                               | 30 mars 1992      |
| (373394) 1990 TQ9 [2]                           | 10 octobre 1990   |
| 1. avec Karsten Kirsch 2. avec Lutz D. Schmadel |                   |